# Noorwegen op het Eurovisiesongfestival 2023

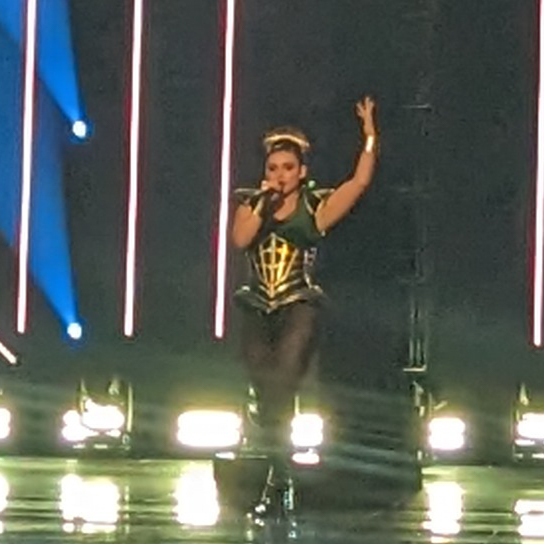
Alessandra tijdens de jury finale in Liverpool.

Noorwegen nam deel aan het Eurovisie Songfestival 2023 in Liverpool, Verenigd Koninkrijk, met "Queen of Kings" uitgevoerd door Alessandra. De Noorse omroep Norsk rikskringkasting (NRK) organiseerde de nationale finale Melodi Grand Prix 2023 om de Noorse inzending voor de wedstrijd van 2023 te selecteren. 21 inzendingen werden geselecteerd om deel te nemen aan de landelijke finale, die bestond uit vier shows: drie halve finales en een finale. Negen inzendingen kwalificeerden zich uiteindelijk voor de finale op 4 februari 2023, en de winnaar werd bepaald na de combinatie van stemmen van tien internationale jurygroepen en een openbare online stemming.

## Melodi Grand Prix 2023

### Finale
De finale vond plaats op 4 februari 2023.
| Tekenen | Artiest            | Liedje                | Jury | Televote | Totaal | Plaats |
| ------- | ------------------ | --------------------- | ---- | -------- | ------ | ------ |
| 1       | Jon                | "Ekko inni meg"       | 40   | 30       | 70     | 5      |
| 2       | Eline Thorp        | "Not Meant to Be"     | 42   | 18       | 60     | 6      |
| 3       | Skrellex           | "Love Again"          | 14   | 40       | 54     | 7      |
| 4       | Ulrikke Brandstorp | "Honestly"            | 60   | 78       | 138    | 2      |
| 5       | Umami Tsunami      | "Geronimo"            | 19   | 30       | 49     | 9      |
| 6       | Atle Pettersen     | "Masterpiece"         | 94   | 28       | 122    | 3      |
| 7       | Swing'It           | "Prohibition"         | 8    | 43       | 51     | 8      |
| 8       | Elsie Bay          | "Love You in a Dream" | 49   | 34       | 83     | 4      |
| 9       | Alessandra         | "Queen of Kings"      | 104  | 129      | 233    | 1      |

## In Liverpool
Alessandra opende de eerste halve finale op 9 mei 2023. Het land geraakte vlotjes de finale in op zaterdag 13 mei 2023. Daar trad Noorwegen op als 20ste land. Het land behaalde de vijfde plaats, vooral dankzij de televoters. Noorwegen kreeg stemmen vanuit elk land uitgenomen Litouwen.
1960 · 1961 · 1962 · 1963 · 1964 · 1965 · 1966 · 1967 · 1968 · 1969 · 1970 · 1971 · 1972 · 1973 · 1974 · 1975 · 1976 · 1977 · 1978 · 1979 · 1980 · 1981 · 1982 · 1983 · 1984 · 1985 · 1986 · 1987 · 1988 · 1989 · 1990 · 1991 · 1992 · 1993 · 1994 · 1995 · 1996 · 1997 · 1998 · 1999 · 2000 · 2001 · 2002 · 2003 · 2004 · 2005 · 2006 · 2007 · 2008 · 2009 · 2010 · 2011 · 2012 · 2013 · 2014 · 2015 · 2016 · 2017 · 2018 · 2019 · 2020 · 2021 · 2022 · 2023 · 2024 · 2025
Albanië · Armenië · Australië · Azerbeidzjan · België · Cyprus · Denemarken · Duitsland · Estland · Finland · Frankrijk · Georgië · Griekenland · Ierland · IJsland · Israël · Italië · Kroatië · Letland · Litouwen · Malta · Moldavië · Nederland · Noorwegen · Oekraïne · Oostenrijk · Polen · Portugal · Roemenië · San Marino · Servië · Slovenië · Spanje · Tsjechië · Verenigd Koninkrijk · Zweden · Zwitserland